# Sven Johan von Engeström
Sven Johan von Engeström, född 7 juli 1774 i Stockholm, död 1 december 1838 i Stockholm var en svensk hovintendent och tecknare.  
Han var son till bergsrådet Gustaf von Engeström och Abela Charlotta Lagerbring samt från 1804 gift med Anna Maria Ankarcrona.
Engeström studerade vid Konstakademien från 1790 och han medverkade i akademiens utställning 1791 där han för en figurteckning tilldelades Academiens Tredie Prix Medaille. I kopparstick utförde han exlibris till Matthias Benzelstierna.